# 羽裂鳞毛蕨
羽裂鳞毛蕨（学名：Dryopteris integriloba）为鳞毛蕨科鳞毛蕨属下的一个种。